# Grad na obali
Grad na obali je američki film iz 2002. koji je distribuirao Warner Bros. Glavne uloge su imali Robert De Niro, James Franco, Eliza Dushku, William Forsythe i Frances McDormand. Film govori o obiteljskim problemima čovjeka koji pokušava osloboditi svoju prošlost. Film je režirao Michael Caton-Jones. Film se bazira na knjizi Vincenta LaMarce.